# Hipoparatiroidizem
Hípoparatiroidízem je  bolezensko stanje zaradi znižane koncentracije parathormona (hormona, ki ga izločajo obščitnice). Gre za redko bolezen, pri kateri pride do zmanjšanja krvnih ravni kalcija (hipokalciemija) in zvečanih krvnih ravni fosfata (hiperfosfatemija) ter posledično do različnih simptomov, vključno z mišičnimi krči, bolečinami in trzanjem, zmanjšano resorpcijo kosti ter spremembami na koži, v očesni leči, na zobeh in z duševnimi motnjami. Zdravljenje običajno vključuje peroralno nadomeščanje kalcija in aktivne oblike vitamina D, v nekaterih primerih se pa daje tudi parathormon s subkutanim injiciranjem.

## Vzroki
Med možnimi vzroki so:
- odstranitev ali poškodba obščitnic zaradi kirurškega posega na ščitnici, obščitnicah ali določenih predelih vratu; gre za najpogosteški vzrok hipoparatiroidizma, vendar je stanje pogosto prehodno (če je ohranjen dovoljšnji delež obščitničnega tkiva, ki prevzame funkcijo), občasno pa tudi kronično;
- avtoimunska bolezen (kot izolirana avtoimunska bolezen obščitnic ali kot del avtoimunskega poliglandularnega sindroma)
- hemokromatoza
- pomanjkanje magnezija
- genetska bolezen, na primer redka genetska bolezen receptorjev za kalcij
- v nekaterih primerih vzrok ni pojasnjen (govorimo o idiopatskem hipoparatiroidizmu)